# Лубрикатор (свердловинні технології)

Гирловий лубрикатор газліфтної свердловини
1  фланець буферної засувки газліфтної арматури; 2  превентор; 3  ручний привід превентора; 4  лубрикатор; 5  сальник; 6  ролик; 7  дріт; 8  натяжний ролик; 9  датчик напруження дроту (канату)

Лубрикатор — у свердловинних технологіях — герметизуючий пристрій, що використовується при спуску (підйомі) глибинних приладів у свердловину з надмірним гирловим тиском (від 0,5 до 60 МПа).
Лубрикатор — це циліндр діаметром 0,05 або 0,062 м, нижня частина якого сполучається з фонтанною арматурою свердловини; у верхній частині розташовується сальник, що забезпечує герметизацію при проходженні дроту або кабелю з глибинними приладами через Л. Розрізняють Л. для спуску глибинних приладів з місцевою або дистанційною реєстрацією параметрів.

## Гирловий лубрикатор газліфтної свердловини
Гирловий лубрикатор (рис. 1) являє собою конструкцію, яка встановлюється на фланець буферної засувки газліфтної арматури 1 і складається з превентора 2 з ручним приводом 3, лубрикатора 4, сальникового пристрою 5, направляючого ролика 6, дроту (каната) 7, натяжного ролика 8 та датчика натягу дроту 9.
Превентор 2 має еластичні ущільнюючі елементи, за допомогою яких можна перекрити свердловину навіть за наявності дроту. На превенторі закріплений лубрикатор 4, на верхньому кінці якого розташований сальник 5, що ущільнює дріт 7, який вводиться в лубрикатор через напрямний ролик 6 і йде на лебідку через натяжний ролик 8. Натяжний ролик 8 механічно пов'язаний з датчиком натягу дроту 9, в якому сила натягу дроту перетворюється на електричний сигнал, що передається по кабелю на індикатор (на рис. 1 не показаний).
Індикатор фіксує натяг дроту під час проведення операцій з канатною технікою.